# N363 (België)
De N363 is een Belgische nationale weg, centraal in de provincie West-Vlaanderen. De weg verbindt de steden Torhout en Diksmuide en heeft een totale lengte van ongeveer 13 kilometer. De weg valt op door een kaarsrecht traject van meer dan 10 km, met aan beide zijden een rij hoge bomen.

## Traject
De N363 begint onder de naam Diksmuidebaan op het grondgebied van Ichtegem, weliswaar vlak bij het Torhoutse dorp Wijnendale, waar die aansluit op de N33 van Torhout naar Oostende. De weg passeert er de kruispunten Vijfwege en De Reiger, waar tussen er lintbebouwing langs de weg voorkomt. Vervolgens loopt de weg terug in het open landschap de Ruidenberg op. Vanop deze hoogte kijkt men neer op de dorpskern van Ichtegem, en kan men bij helder weer de hoogbouw zien in de kuststad Oostende, 20 km verderop. Bij duisternis is vanaf hier het licht van de vuurtorens van Oostende en Nieuwpoort te zien. Daarna daalt de weg weer af, ditmaal op het grondgebied van Koekelare, onder de naam Provinciebaan, naar het kruispunt Belhutte. De weg loopt nog even over de Koekelaarse deelgemeente Bovekerke en gaat dan het grondgebied van Diksmuide binnen als Wijnendaelestraat. Eerst gaat de weg over het grondgebied van de Diksmuidse deelgemeente Vladslo, daarna eindigt het rechte traject in een kort kronkelend gedeelte door het centrum van de deelgemeente Beerst, dat aansluit op de N369 van Middelkerke naar Diksmuide.

## Geschiedenis
De weg werd aangelegd in de 18e eeuw, tijdens Oostenrijkse tijd onder keizerin Maria Theresia. In het Archief en Cultureel Centrum Arenberg (ACA) vindt men een vermelding over "De aanvraag van de burgemeester en schepenen van het Land van de Vrijen aan de prinses d'Iseghem om gratis een stuk veld te geven voor de nieuwe "calcyde wegh" Brugge-Dixmude doorheen haar landen Ichtegem, Koekelare, Bovekerke en Vladsloo na 1768. Zij zal voordeel hebben door de nieuwe weg en mag de boomopbrengst hebben." Op diverse kruispunten waren tolbarelen ingericht, zoals de kruispunten De Reiger of de Belhutte. De weg nam een belangrijke verbindingsfunctie over van oude Romeinse of middeleeuwse wegen, zoals de Steenstraat (die tegenwoordig als Zuster Clarastraat in het kruispunt Vijfwege nog op de N363 aansluit), en blijft nu nog steeds die rol vervullen. Tot 1918 ging de opbrengst van de bomen langs de weg naar de Hertog van Arenberg, daarvoor naar de prinses van Izegem. In de volksmond (later de officiële namen) kreeg de weg de naam van de stad waarnaar de weg leidde. In het centrale Koekelare kreeg de weg tijdens de 20ste eeuw de naam Provinciebaan, omdat het onderhoud zeker na 1918 door de provincie gebeurde.
In de tweede helft van de 20e eeuw werd de weg een brede, rechte beton- of asfaltweg. Desondanks zorgden de hoge mogelijke snelheid, de ruimte voor inhaalmanoeuvres en de soms drukke kruispunten met bij aanvang en einde van de werkuren een laaghangende zon boven de weg, voor verschillende slachtoffers die het leven lieten in botsingen met andere wagens of met de rij hoge bomen langs weg. In 2005 werd het typische kaarsrechte traject dan voor het eerst enigszins onderbroken door de aanleg van een rond punt en middenberm met voorsorteerstrook aan twee kruispunten in Koekelare, met het oog op de verkeersveiligheid. Een jaar later kreeg ook het oude kruispunt De Reiger in Ichtegem een middenberm om het verkeer te remmen.